# Філіп Кнутссон
Філіп Кнутссон (швед. Filip Knutsson; невідомо — 1251) — середньовічний шведський принц, син короля Кнута Довгого. Він 1251 року був одним із лідерів повстання фолькунґів, яке закінчилося битвою при Герревадсбру, після чого він був обезголовлений за наказом ярла Бірґера.
Філіп був одним із претендентів на трон під час виборів короля після смерті короля Еріка Ерікссона, але коли корона дісталася сину ярла Бірґера Вальдемару, він влітку 1251 року втік разом із Філіпом Петерссоном до короля Гокона Гоконссона в Норвегію, де вони зустрілися з іншим претендентом на шведську корону Кнутом Маґнуссоном з династії Б'єльбу. Однак король Гокон не підтримав їх у боротьбі проти ярла Бірґера, і вони натомість набрали війська в Німеччині та Померанії, перш ніж повернутися до Швеції та зазнали поразки у битві при Герревадсбру, можливо, через зраду.
В ісландських джерелах Філіпа називають «юнкером», ймовірно, тому що він був неодруженим.